# Errenteria
Errenteria (arcaicamente in basco Orereta; in spagnolo Rentería) è un comune spagnolo di	39 023 abitanti situato nella comunità autonoma dei Paesi Baschi.

## Geografia fisica

### Territorio
Parte della comarca di Donostialdea, si trova a 11 km dal centro di Donostia-San Sebastian. Nella zona meridionale del comune si sviluppa un'area montuosa, che include parte del parco naturale di Aiako Harria, il monte Urdaburu e l'alto corso del fiume Urumea. A nord, dove si trova il centro storico della città, si allarga una pianura che include la foce del fiume Oiartzun nella baia di Pasaia. L'altitudine del territorio è compresa fra i 625 metri della zona montuosa a sud-est e il livello del mare nella zona costiera, a nord. Il centro urbano ha un'elevazione media di 12 metri, ma in alcune zone raggiunge anche gli 80.

## Società

### Evoluzione demografica
Abitanti censiti

### Lingue e dialetti
Il dialetto basco locale appartiene alla variante gipuzkoana, con influenze del navarro-lapurtiano. Nel 2016 il 43% della popolazione era euskaldun ("basconfona").

## Geografia antropica

### Suddivisioni amministrative
La città è suddivisa nei seguenti quartieri (in basco auzoa, in spagnolo barrios):
- Alaberga
- Agustinak-Markola
- Beraun
- Erdialdea
- Fanderia
- Gabierrota
- Galtzabaronda
- Gaztaño
- Igantzi
- Iztieta-Ondartxo
- Kaputxinoak
- Lartzabal
- Olibet-Etxeberrieta
- Perurena
- Pontika
- Zamalbide

## Infrastrutture e trasporti

### Strade
Il territorio comunale è attraversato dall'Autopista AP-1, che qui si unisca all'Autopista AP-8 e continua fino al confine con la Francia. La superstrada GI-20 la connette a Donostia-San Sebastian, capoluogo della provincia, mentre la strada provinciale GI-626 ha un percorso parallelo all'AP-1.

### Ferrovie
La città è servita da tre stazioni della rete ferroviaria basca EuskoTren (Fanderia-Agustineta, Galtzaborda e Gaztaño-Erdialdea), mentre i treni della rete nazionale Renfe fermano nella stazione di Lezo-Errenteria. Da quest'utlima partono inoltre i treni suburbani del servizio Cercanías (Donostiako Aldiriak, Cercanías di San Sebastián), e quelli regionali diretti a Vitoria-Gasteiz.

### Aeroporti
L'aeroporto più vicino è quello di Donostia-San Sebastián, a 16 km di distanza dal centro della città. Sono facilmente raggiungibili anche gli aeroporti di Bilbao e di Vitoria-Gasteiz.

### Mobilità urbana
La città è servita da 7 linee di autobus urbani, più altre linee extraurbane che la collegano ai comuni limitrofi.

## Amministrazione
Dalla Transizione spagnola ad oggi, le persone che hanno ricoperto la carica di sindaco (in basco alkatea, in spagnolo alcalde) sono state le sueguenti:
| Periodo | Periodo   | Primo cittadino                | Partito                                                        | Carica  | Note |
| ------- | --------- | ------------------------------ | -------------------------------------------------------------- | ------- | ---- |
| 1979    | 1983      | Xabin Olaizola Lasa            | Herri Batasuna                                                 | Sindaco |      |
| 1983    | 1987      | Jose Maria Gurruchaga Zapirain | Partito Socialista dei Paesi Baschi (PSE)                      | Sindaco |      |
| 1987    | 1991      | Miguel Ángel Buen Lacambra     | PSE                                                            | Sindaco |      |
| 1991    | 1995      | Miguel Ángel Buen Lacambra     | Partito Socialista dei Paesi Baschi-Euskadiko Ezkerra (PSE-EE) | Sindaco |      |
| 1995    | 1998      | Miguel Ángel Buen Lacambra     | PSE-EE                                                         | Sindaco |      |
| 1998    | 1999      | Adrian Lopez Villegas          | PSE-EE                                                         | Sindaco |      |
| 1999    | 2003      | Miguel Ángel Buen Lacambra     | PSE-EE                                                         | Sindaco |      |
| 2003    | 2005      | Miguel Ángel Buen Lacambra     | PSE-EE                                                         | Sindaco |      |
| 2005    | 2007      | Juan Carlos Merino             | PSE-EE                                                         | Sindaco |      |
| 2007    | 2011      | Juan Carlos Merino             | PSE-EE                                                         | Sindaco |      |
| 2011    | 2015      | Julen Mendoza Perez            | Bildu                                                          | Sindaco |      |
| 2015    | 2019      | Julen Mendoza Perez            | Euskal Herria Bildu (EH Bildu)                                 | Sindaco |      |
| 2019    | 2023      | Aizpea Otaegi Mitxelena        | EH Bildu                                                       | Sindaca |      |
| 2023    | in carica | Aizpea Otaegi Mitxelena        | EH Bildu                                                       | Sindaco |      |

### Gemellaggi
Francia, Tulle
 Germania, Schorndorf
 Portogallo, Lousada
 Spagna
- Castiglia e León, Fuentepelayo
- Estremadura, Monroy